# Horst-Dieter Esch
Horst-Dieter Esch (* 10. August 1943 in Hannover) ist ein deutsch-amerikanischer Unternehmer. Ab 1975 etablierte er innerhalb weniger Jahre aus einem kleinen Startkapital den drittgrößten Baumaschinenhersteller der Welt, die IBH-Holding, die 1983 zahlungsunfähig wurde. Esch wurde wegen seiner Rolle in der Insolvenz zu einer mehrjährigen Freiheitsstrafe verurteilt, nach der er 1988 in die Vereinigten Staaten übersiedelte und die Modelagentur Wilhelmina Models erwarb und leitete.

## Familie und Ausbildung
Der Sohn eines hannoverschen Maschinenschlossers besuchte das Gymnasium in Ravensburg und war damals Torwart der Feldhandballmannschaft des Turnvereins Weingarten. Er studierte von 1964 bis 1967 Betriebswirtschaftslehre an der University of Utah und finanzierte sich das Studium als Platzanweiser in Autokinos. Seine Abschlussarbeit für den Master of Business Administration beschäftigte sich mit den Möglichkeiten, Autokinos in Deutschland zu etablieren.
Horst-Dieter Esch war mit der aus Jugoslawien stammenden Ana-Gaby Esch verheiratet und hat mit ihr eine Tochter Natascha (* 1971).  Die beiden sind inzwischen getrennt und geschieden. 
Er lebt mit seiner Ehefrau Alina (* 1998) sowie ihrer gemeinsamen Tochter Marselina (* 2024) in Los Cabos, Mexiko. Die kirchliche Trauung sowie Taufe ihrer gemeinsamen Tochter fand am 3. Juni 2024 in der Hotelkapelle des mexikanischen Luxusresorts „One and Only“ statt.

## Beginn der Wirtschaftskarriere
Da er den Unternehmenschef auf seinem Rückflug nach Deutschland kennengelernt hatte, begann Esch 1967 als Verkaufsassistent bei dem Leichtmaschinenhersteller Duomat in Hennef, deren Geräte er erfolgreich in den USA absetzte. Dabei wurde der Baumaschinenhändler Blackwood-Hodge auf ihn aufmerksam, dessen Verkaufsmanager für Europa er 1973 wurde. Durch kreditfinanzierte Aktienspekulationen mit Anteilen seines Arbeitgebers erzielte Esch einen Kursgewinn von einer Million DM.

## Gründung und Aufstieg der IBH-Holding
Im Juli 1975 gründete er mit seinem Gewinn die IBH-Holding mit Sitz in Mainz, für die Esch seitdem marode mittelständische Baumaschinenhersteller erwarb und den Unternehmenskauf mit Bankkrediten vom Bankhaus Schröder, Münchmeyer, Hengst & Co. (SMH-Bank) finanzierte. Erstes Unternehmen war im August 1975 die traditionsreiche Maschinenfabrik Zettelmeyer, die er mithilfe einer Landesbürgschaft in Höhe von 8,5 Millionen DM von Rheinland-Pfalz erwerben konnte. Esch verfolgte die Strategie, diese Unternehmen zu sanieren, Synergiepotenziale zu heben und Marktanteile zur Stärkung der Marktmacht zu erwerben. Im Rahmen dieser Strategie folgten unter anderem 1976 Duomat (die seinem früheren Arbeitgeber Benno Kaltenegger gehörte; den Kaufpreis von 700.000 DM zahlte Esch selbst), die Maschinenfabriken Hamm AG (Januar 1978) und Hermann Lanz KG (1978), die britische Hymac Ltd. (1978), Anfang 1979 folgten drei französische Firmen. IBH erwarb zudem im Februar 1980 Hanomag und stieg dadurch zum weltweiten Branchendritten nach Caterpillar und Komatsu mit einem Umsatz von 2,5 Milliarden DM und 15.000 Beschäftigten auf.
Im Oktober 1979 trat Esch in Kontakt mit Ferdinand-Josef Graf von Galen, dem Mitinhaber der SMH-Bank mit 40 Prozent der Anteile. Diese fungierte als Hausbank und finanzierte fortan die Unternehmenskäufe der IBH-Holding. Die SMH-Bank war zu 83,33 Prozent am Betonpumpen- und Asphaltmaschinenhersteller Wibau Maschinenfabrik Hartmann AG beteiligt, den sie im April 1980 an die IBH verkaufte; dafür wurde im Gegenzug die SMH zu 7,4 Prozent an der IBH beteiligt. Esch wurde in vielen deutsch- und englischsprachigen Medien hoch gelobt; 1980 feierte Die Zeit ihn als „Wunderknaben“. An IBH beteiligten sich neben Esch unter anderem die britische Powell Duffryn (1978; 23,1 Prozent), General Motors (Januar 1981; im Aktientausch für die von IBH übernommene Terex; 13,6 Prozent), Deutsche Babcock AG (Juli 1982; 10,1 Prozent) und der saudische Scheich Saleh Abdullah Kamel, so dass Esch 1982 nur noch 9 Prozent an dem Konzern hielt.

## Insolvenz der IBH-Holding und Haftstrafe
Die weltweite Krise in der Bauwirtschaft traf auch Eschs IBH-Konzern. Trotz geschönter Bilanzen musste zunächst die Wibau im November 1983 Konkurs anmelden. Das IBH-Kreditvolumen bei der SMH-Bank betrug im November 1983 insgesamt 898 Millionen DM. Die SMH-Bank musste ihre Kredite an die IBH als ausfallgefährdet einstufen, als ihre Kreditnehmerin IBH-Holding im November 1983 zusammenbrach. Dieses Kreditvolumen erreichte das Elffache des Eigenkapitals der Bank, die die Großkreditvorschriften umgangen hatte, weil die IBH-Kredite der Luxemburger SMH-Tochter (473 Mio. DM) wegen einer Gesetzeslücke nicht bei Großkrediten mitgerechnet werden mussten. Während Esch im November 1984 vom Landgericht Koblenz zu sechseinhalb Jahren Gefängnis und 90.000 DM Geldstrafe wegen Betrugs, Untreue und Insolvenzverschleppung verurteilt wurde und nach vier Jahren Haft im Juli 1989 freikam, erhielt von Galen drei Jahre und neun Monate Haft. In der Folge geriet auch die SMH-Bank in eine Krise, 20 deutsche Banken unternahmen gemeinsam im November 1983 eine Rettungsaktion. Blackwood Hodge verlor an der Londoner Börse kurzfristig ein Drittel seines Wertes.

## Übersiedlung in die USA und Aufstieg im Modelgeschäft
Direkt nach seiner Haftentlassung übersiedelte Esch mit seiner Familie in die Vereinigten Staaten und erhielt 1989 die amerikanische Staatsbürgerschaft, nachdem die Familie mit einem Investorenvisum eingewandert war. Esch verhandelte erfolglos mit der Sportagentur IMG über eine Beteiligung, erwarb daraufhin aber die New Yorker Modelagentur Wilhelmina International für fünf Millionen US-Dollar. Das Geld entnahm er seinem Privatvermögen, das er über seinen Prozess hinaus hatte retten können. Unter seiner Leitung wurde die Agentur das drittgrößte Unternehmen seiner Art in den Vereinigten Staaten. 1999 veräußerte er 50 Prozent der Anteile an der Modelagentur an den Finanzinvestor Brad Krassner. Wilhelmina ist im NASDAQ unter dem Kürzel WHLM gelistet. Mit seiner Modelagentur war Esch auch im Sportmanagement tätig und seit 2008 Chef des amerikanischen Handballverbands Team USA Handball, dessen Hauptsitz er an seinen Wohnort Park City (Utah) verlegte und den er – auch durch Verbindungen nach Deutschland – zu professionalisieren und popularisieren versuchte. Nachdem sich Esch 2003 aus der Leitung der Wilhelmina Models zurückgezogen hatte (nicht ohne sich weiterhin mit einer 50-Prozent-Beteiligung Einfluss zu sichern), übernahm er im Zuge einer Umstrukturierung der Firma nach ihrem Börsengang 2009 wieder das operative Geschäft; ab 2010 war er wieder Board Director der Firma.
In der amerikanischen Modebranche galt der wenig extravagant auftretende Esch als Exot, umgab sich aber mit Prominenz; so zählte er Donald Trump in der ersten Zeit in den USA zu seinen Freunden. Inzwischen (Stand August 2018) ist Esch nur noch einfaches Aufsichtsratsmitglied und hält noch gut 18 Prozent von Wilhelmina Models.

## Immobilienhändler in Mexiko
Esch lebt seit 2011 im Luxuswohnort Los Cabos, in Baja California Sur, Mexiko. Seit 2012 betreibt er dort einen Handel mit Luxusimmobilien.